# Весельницкая, Наталия Владимировна
Ната́лия Влади́мировна Весельни́цкая (род. 22 февраля 1975, Краматорск, Донецкая область) — российский адвокат. Управляющий партнёр, адвокат в адвокатском бюро Московской области «Камертон Консалтинг».
Весельницкая получила мировую известность благодаря международному резонансу от своей тайной деловой встречи 9 июня 2016 года в нью-йоркском небоскрёбе Trump Tower с представителями будущего президента США Дональда Трампа — Дональдом Трампом-младшим, Джаредом Кушнером и Полом Манафортом. На встрече обсуждался компромат на Хиллари Клинтон об источниках финансирования Национального комитета Демократической партии США, поступивший предположительно от российского правительства. Данные контакты Весельницкой, лично связанной с генеральным прокурором РФ Юрием Чайкой, были восприняты в США как скандальное подтверждение вмешательства России в президентские выборы в США. Встреча Весельницкой с представителями предвыборного штаба Трампа оказалась в центре внимания американских СМИ в июле 2017 года, после публикации The New York Times со ссылкой на секретные документы американского правительства и признаний Дональда Трампа-младшего.
С 2015 года Весельницкая представляла в США интересы владельцев Crocus Group — российских предпринимателей Араза Агаларова и его сына Эмина Агаларова. В США Весельницкая также представляла интересы сына вице-президента РЖД Дениса Кацыва, которого американские власти обвиняли в отмывании денег, связанных с делом Магнитского.
Американская пресса называла Весельницкую в 2017 году «связной Кремля», стали известны факты о том, что за счёт американского бюджета ей оплачивались в США люксовые номера в отелях стоимостью 1000 долларов
в сутки. Пресс-секретарь президента РФ Дмитрий Песков заявил, что Кремль не имеет представления, кто такая Весельницкая.
В январе 2019 года Весельницкой в США заочно предъявлено обвинение в уголовном преступлении.

## Биография
Наталия Весельницкая родилась в 1975 году в Краматорске (Донецкая область), где служил её отец, лётчик. В 1998 году окончила Московскую государственную юридическую академию. Начинала карьеру в Гута-банке. В 1999—2001 годах работала в Прокуратуре Московской области под началом своего будущего мужа, первого заместителя прокурора Московской области Александра Митусова.
В 2005—2013 годах Весельницкая со своей юридической фирмой «Камертон консалтинг» представляла в судебном разбирательстве интересы войсковой части 55002 (Управление материально-технического обеспечения ФСБ РФ).
В марте 2012 года «Новая газета» отмечала, что «об успешной адвокатской деятельности Весельницкой в Московской области ходят легенды». Семейно-прокурорский дуэт Весельницкой и Митусова упоминался в криминальном расследовании «Новой газеты» «Кто вертит дышло. В боях за подмосковную землю сошлись министры, воры в законе и „решалы“», посвящённого афере 2012 года с землёй и бизнес-войне в Подмосковье.

## Деятельность в США
Crocus Group
Деятельность Весельницкой в США началась в 2015 году с представления интересов Crocus Group Араза и Эмина Агаларовых.
Prevezon Holdings
Также Весельницкая была представителем Дениса Кацыва, владельца компании  Prevezon Holdings. Его обвиняли в отмывании денег через покупку элитной недвижимости части суммы, о похищении которой заявлял Сергей Магнитский. Изначально американская прокуратура требовала выплаты 20 млн долл., но через два месяца после увольнения прокурора Прита Бхарару президентом Трампом ведомство согласилось с уплатой 6 млн и непризнанием Кацывом вины, мировое соглашение было подписано в мае 2017 года за день до начала процесса. Не умевшая писать и читать по-английски Весельницкая, которой первоначально было отказано в американской визе, по ходу дела Кацыва получила разрешение на временное пребывание в США. По информации министерства внутренней безопасности США, с осени 2015 года Весельницкая более 20 раз прилетала в США по служебным и личным делам.
В январе 2019 года Весельницкой были предъявлены новые обвинения по делу Prevezon Holdings. По версии федеральной прокуратуры Нью-Йорка она пыталась препятствовать правосудию. В США по этому обвинению ей грозит до 10 лет лишения свободы.
Президентские выборы 2016 года
По утверждениям Весельницкой, в 2016 году она попросила Араза Агаларова, который ранее имел бизнес-отношения с Трампом-старшим в связи с организацией в 2013 году в России конкурса «Мисс Вселенная», устроить ей встречу с представителями предвыборного штаба кандидата в президенты США Трампа. Посредником выступил знакомый Агаларова, музыкальный антрепренёр и PR-специалист Роб Голдстоун, который уговорил американцев встретиться с Весельницкой, будто бы владеющей финансовым компроматом на соперницу Трампа Хиллари Клинтон. 9 июня 2016 года, по данным The New York Times, подтверждённым участниками переговоров, в Trump Tower состоялась встреча Весельницкой с Дональдом Трампом-младшим, Джаредом Кушнером и Полом Манафортом. На встрече Весельницкую сопровождали переводчик Анатолий Самочорный, грузино-американский бизнесмен, вице-президент Crocus Group Ираклий Кавеладзе и отставной советский и российский разведчик Ринат Ахметшин, бывший сотрудник ГУ ГШ, ныне обладающий двойным гражданством (российским и американским) и работавший лоббистом основанной Весельницкой НКО Human Rights Accountability Global Initiative (выступавшей против «закона Магнитского»).
По данным The Wall Street Journal, Весельницкая обсуждала с Трампом-младшим возможную отмену «акта Магнитского», которым вводились санкции США в отношении российских официальных лиц, следователей и судей, причастных, по мнению американской стороны, к смерти в 2009 году в СИЗО юриста Сергея Магнитского. Инициатором законопроекта был инвестор Уильям Браудер, которого в России заочно осудили за мошенничество. В качестве компенсационной меры за возможную отмену Акта Магнитского Весельницкая предлагала обсудить принятый в России «закон Димы Яковлева», запретивший родителям из США усыновлять российских детей. Своим американским собеседникам из предвыборного штаба Трампа Весельницкая объявила, что располагает информацией о том, что аффилированная с Браудером американская фирма Ziff Brothers Investments уклонялась от уплаты налогов в России, а вместе с тем являлась спонсором Демократической партии США. По данным The Wall Street Journal, Трамп-младший не проявил интереса к сведениям Весельницкой, нашёл их двусмысленными и неконкретными, а всю 20-минутную встречу в целом расценил как «пустую трату времени».
Браудер в интервью Business Insider указал на личные контакты Весельницкой по его делу с генеральным прокурором РФ с Юрием Чайкой, найдя результатом их совместных усилий «ежедневно координированную атаку властей России на меня». По оценке Браудера, Весельницкая с ведома официальных российских властей развернула на Западе против него «целый список обвинений, среди которых убийство, шпионаж, мошенничество, уклонение от уплаты налогов, банкротство и клевета». В интервью The Wall Street Journal Весельницкая подтвердила личное знакомство с генпрокурором РФ Чайкой, рассказала, что вела в отношении Браудера собственное расследование, собирала об инвесторе компромат и лично предоставляла его российскому генпрокурору. Поясняя мотивы своих действий, Весельницкая сообщила, что планировала «как можно шире распространить информацию о Браудере».
В июле 2017 года стало известно, что комитет Сената США по разведке планирует допросить Дональда Трампа-младшего о тайной встрече с Весельницкой. Согласно распространённым в американской прессе сведениям, поводом к допросу Трампа-младшего стала информация о том, что Весельницкая доставила из России компромат на Хиллари Клинтон и стремилась повлиять на расследование дела, препятствующего сотрудничеству двух стран.
The Washington Post резюмировала: скандал с Весельницкой может оказаться поворотным моментом в расследовании вероятного вмешательства России в победные для Трампа президентские выборы в США. Издание полагает, что тайная встреча с Весельницкой может стать «первым серьёзным доказательством сговора и основанием для уголовного преследования Трампа-младшего».
В апреле 2018 года стало известно, что Весельницкая встретилась с членами комитета по разведке и следователями сената США в Берлине и дала им показания по делу о возможном вмешательстве России в выборы американского президента. В ходе 3-часовой беседы обсуждались подробности встречи Весельницкой с родственниками и представителями президента Трампа, а также досье, посвящённое связям президента США с Россией.
После завершения событий Весельницкая запустила собственный сайт, где опубликовала альтернативную версию событий, рассказав о своей роли в этой истории. Весельницкая заявила, что теперь преследует цель помочь всем желающим разобраться в произошедшем.

## Обвинения в США
В январе 2019 года стало известно о том, что в США Весельницкой заочно предъявлено обвинение в воспрепятствовании расследованию дела об отмывании денег компанией Prevezon Holdings. В обвинительном заключении сказано, что Весельницкая при рассмотрении в США иска к Prevezon Holdings предоставила заведомо ложные результаты расследования деятельности компании, будто бы проведённого российскими властями и оправдывающего ответчика. По данным Министерства юстиции США, находясь в составе адвокатской команды, Весельницкая скрыла от американского суда, что «в кооперации с высокопоставленным российским прокурором», предположительно Юрием Чайкой, принимала участие в подготовке подложного документа. По предъявленному обвинению Весельницкой грозит в США до 10 лет тюрьмы.

## Семья
Наталия Весельницкая разведена, в обоих браках имеет детей.
- Первый брак — с Юнисом Сумалиевым (ныне находится в федеральном розыске)[20][21].
- Второй брак — с Александром Александровичем Митусовым[20][21] — бывшим первым заместителем прокурора Московской области, первым заместителем министра транспорта Московской области, а ныне вице-президентом АО «СГ-транс». Митусов родился 14 января 1952 года, в 1980 году окончил Саратовский юридический институт им. Д. И. Курского, с 1980 года по апрель 2004 года работал в органах прокуратуры Московской области; за время службы в прокуратуре занимал различные должности, пройдя профессиональный путь от помощника городского прокурора до первого заместителя прокурора Московской области. С 1993 года назначен заместителем прокурора Московской области; с 2000 года — первым заместителем прокурора Московской области. 23 марта 2005 года распоряжением губернатора Московской области назначен первым заместителем министра транспорта правительства Московской области. Почётный работник прокуратуры РФ, заслуженный юрист Московской области. Имеет четырёх детей от разных браков.

Адвокатское бюро Московской области «Камертон Консалтинг» с офисом в Химках — семейный бизнес Митусовых, в котором принимает участие также его дочь от первого брака Наталья Александровна Митусова, адвокат.
Мать — Раиса Петровна Весельницкая (1953 г.р.), ранее проживала в посёлке Бесовец около Петрозаводска (Карелия), переехала в Москву, единолично учредила ООО «Компания ФиНиС», потом уступила свою долю в этом обществе Фирудину Исмаилову, брату владельца Группы АСТ Тельману Исмаилову, и осталась гендиректором этой компании.
Отец — Владимир Ильич Весельницкий, в 1974 году окончил Армавирское высшее военное авиационное Краснознамённое училище лётчиков, лётчик-снайпер, командир 57-го гвардейского Краснознаменного авиационного истребительного полка в гарнизоне Бесовец, полковник, погиб 11 апреля 1990 года при столкновении самолёта Су-15УМ с землёй под углом 15-20° на скорости 530 км/ч, самолёт разрушился и сгорел. Причиной происшествия явилась недисциплинированность экипажа, проявившаяся в выполнении непредусмотренного заданием нисходящего манёвра, что привело к столкновению самолета с землёй. В честь его в гарнизоне названа улица, на месте падения самолёта в 15 км от Бесовца поставлен памятник. В ноябре 1990 года полк был срочно перебазирован на аэродром Алыкель под Норильском, несмотря на акции протеста. Осенью 1993 года полк был расформирован.
На Весельницкую зарегистрирован дом площадью 700 м2 и два земельных участка в дачном посёлке «Риита» села Успенское на Рублёво-Успенском шоссе.
Дети Владимир, Алёна и Денис Митусовы в сентябре 2011 года начали учиться в частной Ломоносовской загородной школе в Успенском в 8-м, 3-м и 1-м классах соответственно.